# Pădina Mare
Pădina Mare là một xã thuộc hạt Mehedinți, România. Dân số thời điểm năm 2002 là 1972 người.